# Deutsche Photographische Gesellschaft
Die Deutsche Photographische Gesellschaft war eine Vereinigung verschiedener Vereine im 19. Jahrhundert.

## Geschichte

### Vorgeschichte
Nachdem sich 1863 mit dem Photographischen Verein zu Berlin die erste Vereinigung auf „deutschem“ Boden gegründet hatte, die die Förderung der Fotografie zum Zweck hatte, folgten 1869 der „Verein zur Förderung der Amateur-Photographie“, 1887 die „Deutsche Gesellschaft von Freunden der Photographie“ und 1889 die „Freie Photographische Vereinigung“, die sich später in der „Deutschen Photographischen Gesellschaft“ zusammenschlossen.